# Bergeronnette de Béringie
Motacilla tschutschensis
Espèce
Statut de conservation UICN

LC : Préoccupation mineure
La Bergeronette de Béringie (Motacilla tschutschensis) est une espèce d'oiseaux de la famille des Motacillidae. Elle est également appelée Bergeronnette orientale.

## Répartition
Cet oiseau vit notamment en Sibérie (nord, est et sud), au Kamtchatka, dans l'extrême nord-ouest du Canada et dans le nord et l'ouest de l'Alaska. Il hiverne dans le sud-est de l'Asie jusqu'en Indonésie et aux Philippines mais aussi dans le nord de l'Australie.

Carte de répartition
Aire de nidification
Aire d'hivernage

## Systématique
Cette espèce a longtemps été considérée comme conspécifique de la Bergeronnette printanière.

## Sous-espèces
D'après la classification de référence (version 14.1, 2024) du Congrès ornithologique international, il en existe 4 sous-espèces
- Motacilla tschutschensis plexa (Thayer & Bangs, 1914) ;
- Motacilla tschutschensis tschutschensis J.F. Gmelin, 1789 ;
- Motacilla tschutschensis macronyx (Streseman, 1920) ;
- Motacilla tschutschensis taivana (Swinhoe, 1863)